# Stelios Kazantzidis
Stelios Kazantzidis (griechisch Στέλιος Καζαντζίδης, * 29. August 1931; † 14. September 2001) war einer der populärsten griechischen Sänger des 20. Jahrhunderts. Er sang vor allem Lieder im Stil des "Rembetiko" und "Laiko Tragoudi". In seinen Liedern sang er meistens über die Leiden, Sorgen, das Schicksal, aber auch die Freuden und Lieben der Menschen.  

## Sein Leben
Als Sohn einer pontischen Flüchtlingsfamilie im Athener Stadtteil "Nea Ionia" aufgewachsen, war er schon im Alter von 14 Jahren, nach dem Tod seines Vaters, gezwungen, auf dem Bau und in verschiedenen Fabriken zu arbeiten, um so seine Familie miternähren zu können. Seinen Militärdienst leistete er auf der Insel Makronissos ab. 
Eines Tages schenkte ihm sein Chef, begeistert von seiner Stimme, eine Gitarre. Ab diesem Zeitpunkt verbrachte er jede freie Minute damit, Lieder auf seiner Gitarre zu spielen und dabei zu singen. Durch Zufall hörte ein Musikproduzent, der an Stelios Kazantzidis Haus vorbeilief, diesen beim Üben eines Liedes. Er nahm Kazantzidis sofort unter Vertrag. Damit wurde der Grundstein für eine lange und erfolgreiche Karriere gelegt.
1950 spielte Stelios Kazantzidis zum ersten Mal in einem Athener Nachtklub des Stadtteils Kifissia Bouzouki. Im Juli 1952 nahm er seine erste Platte Gia mbanio pao auf, welche kein Erfolg wurde. Mit seiner zweiten Platte Den thelo to kako sou war er erfolgreicher und wurde dadurch in Griechenland bekannt. Im Jahre 1965 trat Stelios Kazantzidis zum letzten Mal öffentlich in einem Nachtklub auf und schwor, nie wieder in diese Szene zurückzukehren. Seiner Meinung nach betrogen die Nachtklubbesitzer die Künstler immer wieder und nutzten sie aus. Im Laufe seiner Karriere wurde Stelios Kazantzidis in Griechenland zu einer lebenden Legende.

## Musikalische Karriere
Im Jahr 1957 lernte Stelios Kazantzidis die junge Sängerin Marinella kennen, welche später eine der erfolgreichsten griechischen Sängerinnen werden sollte. Das Paar veröffentlichte mehrere gemeinsame Alben und versorgte die griechische Boulevardpresse jahrzehntelang mit Nahrung. 

Stelios Kazantzidis arbeitete mit berühmten griechischen Künstlern wie Marinella, Mikis Theodorakis und Grigoris Bithikotsis zusammen. Seine Lieder schrieb neben anderen z. B. Manos Loïzos. 
Seine größten Erfolge:
- Vradiazei
- Den tha xanagapiso
- To agriolouloudo (mit Pitsa Papadopoulou)
- Bekledim De Gelmedin - Se Perimena Ke Den Irthes
- Siko Horepse Koukli Mou (mit Marinella)
- Tis Gerakinas Gios
- To Teleftaio Vrady Mou
- Iparho
- Efige Efige (mit Litsa Diamandi)
- Kato Ap' To Poukamiso Mou
- I zoi mou oli
- Gyalinos Kosmos
- Tora pou fevgo ap'tin zoi
- Sto trapezi pou ta pino
- Afti i nyxta menei
- Mandoubala
- Gyrizo ap'tin nyxta
- Stis Fabrikes tis Germanias
- Enas mangas sto Botaniko
- Einai megalos o kaimos
- To psomi tis xenitias
- To sabbatobrado
- To pelago einai vathy
- Ti theleis ap'ta neiata mou
- Ta kabourakia
- Synnefiasmeni kiriaki
- Yparcho
- I kypros einai elliniki
- Ekso dertia kai Kaymoi

| Personendaten    | Personendaten        |
| ---------------- | -------------------- |
| NAME             | Kazantzidis, Stelios |
| KURZBESCHREIBUNG | griechischer Sänger  |
| GEBURTSDATUM     | 29. August 1931      |
| STERBEDATUM      | 14. September 2001   |